# Приходько Назар Вікторович
Назар Вікторович Приходько (нар. 12 листопада 2001, Прилісне, Волинська область, Україна) — український футболіст, правий півзахисник.

## Життєпис
Народився у Волинській області. Вихованець ДЮСШ (Прилісне), перший тренер — Анатолій Шилак. На юнацькому рівні виступав за «Стир» (Старий Чорторийськ), «Ковель-Волинь», «Рафалівку» та «Зоря-Миронівщина» (Миронівка). У дорослому футболі дебютував 2019 року за «Рафалівку» в чемпіонаті Рівненської області. У всеукраїнських змаганнях дебютував 2021 року у складі «Вотрансу», який виступав в аматорському чемпіонаті України. Також висутпав на аматорському рівні за фастівське «Динамо».
На початку вересня 2022 року перебрався до «Хусту», з яким підписав перший професійний контракт. У футболці городян дебютував 3 вересня 2022 року в нічийному (1:1) виїзному поєдинку 1-го туру Другої ліги України проти вінницької «Ниви». Назар вийшов на поле в стартовому складі та відіграв увесь матч. Першим голом за «Хуст» відзначився 10 вересня 2022 року на 12-й хвилині переможного (4:0) домашнього поєдинку 2-го туру Другої ліги проти запорізького «Металурга-2». Приходько вийшов на поле в стартовому складі, а на 79-й хвилині його замінив Євген Нечосов. Допоміг команді посісти друге місце в плей-оф за право підвищитися в класі, був одним з провідних гравців тієї команди. У сезоні 2022/23 років зіграв 16 матчів (2 голи) у Другій лізі України, 2 матчі (1 гол) у плей-оф за право підвищитися в класі.
У Першій лізі України дебютував 28 липня 2023 року в програному (0:1) виїзному поєдинку 1-го туру групи А проти львівських «Карпат». Назар вийшов на поле в стартовому складі та відіграв увесь матч. Дебютними голами у другому за силою дивізіоні чемпіонату України відзначився 16 вересня 2023 року на 45+2-й та 84-й хвилинах переможного (2:0) домашнього поєдинку 8-го туру групи А проти тернопільської «Ниви». Приходько вийшов на поле в стартовому складі та відіграв увесь матч. 18 вересня 2023 року визнавався гравцем туру в Першій лізі України. На початку липня 2024 року вільним агентом залишив «Хуст».